# Hieracium cirritogenes
Hieracium cirritogenes es una especie de planta con flor del género Hieracium, de la familia Asteraceae, orden Asterales.

## Distribución
Hieracium cirritogenes se distribuye por Italia.

## Taxonomía
Fue descrita científicamente por Zahn. Fue publicada en E.Burnat, Hierac. Alp. Mar.: 198 (1916).